# Резник, Семён Ефимович
Семён Ефи́мович Ре́зник (род. 13 июня 1938, Москва) — русский писатель и публицист, автор исторических исследований, историко-документальных повестей и жизнеописаний, популяризатор науки, радиоведущий.

## Биография
В 1961 году окончил МИСИ (по образованию инженер-строитель). Печатается с 1960 года.
В 1961—1973 годах был редактором отдела учёных биографической серии «Жизнь замечательных людей», для которой написал биографии Н. И. Вавилова (1968), И. И. Мечникова (1973), В. О. Ковалевского (1978), Г. С. Зайцева (1975) и В. В. Парина (1981). Занимался популяризацией науки, в том числе опубликовал научно-популярные книги «Раскрывшаяся тайна бытия. Эволюция и эволюционисты» (1976) и «Четвёртое измерение мира» (1977), подготовил к публикации переписку А. А. Ухтомского со своей ученицей, кандидатом биологических наук Е. И. Бронштейн-Шур 1927—1941 годов (1973).
С 1975 года — сотрудник редакции журнала «Природа». Был членом Союза писателей СССР (1976) и Союза журналистов СССР, из которых в 1982 году исключён в связи с эмиграцией в США. В дальнейшем сотрудничал с вашингтонским журналом «Вестник», был многолетним сотрудником «Голоса Америки» и радио «Свобода», редактором издательства Чалидзе.
Автор историко-документальных романов «Хаим-да-Марья» (1986) и «Кровавая карусель» (1988, о событиях Кишинёвского погрома 1903 года), биографий Н. И. Вавилова «Дорога на эшафот» (1983) и «Эта короткая жизнь: Николай Вавилов и его время» (2017), А. А. Ухтомского (в свете его взаимоотношений с историком науки В. Л. Меркуловым, «Против течения: Академик Ухтомский и его биограф», 2015), книг исторической публицистики «Красное и коричневое. Книга о советском нацизме» (1991), «Нацификация России. Антисемитизм в постсоветскую эру» (на английском языке, 1996), «Растление ненавистью. Кровавый навет в России» (2001), «Вместе или врозь? Заметки на полях книги А. И. Солженицына „Двести лет вместе“» (2003 и 2005), «Выбранные места из переписки с друзьями» (2004, 2010), «Мифология ненависти. Об антисемитизме — для всех» (2006 и 2008), историко-филологического исследования об авторстве приписываемой В. И. Далю «Записки о ритуальных убийствах» (2008 и 2010), «Убийство Ющинского и дело Бейлиса» (2013), сборника историко-документальной прозы «Сквозь чад и фимиам» (2010). Обширная биография Николая Вавилова была опубликована в 2017 году.
С. Е. Резник — редактор и составитель сборника «Сахаровские слушания. Четвёртая сессия» (по материалам Сахаровских слушаний 1983 года в Лиссабоне, Лондон, 1985), под его редакцией был издан английский перевод книги Н. И. Вавилова «Пять континентов» (International Plant Genetic Resources Institute, Рим, 1997). Публикует историко-литературные штудии в «The Washington Post», «The Washington Times», «The Scientist» и других англоязычных изданиях.
Член Международного ПЕН-клуба и Союза писателей Москвы (1997). Живёт и работает в Вашингтоне.

## Публикации
Книги
- Резник С. Е. Николай Вавилов. — М.: Молодая гвардия, 1968. — 336 с. — (ЖЗЛ). — 100 000 экз.
- Резник С. Е. Мечников. — М.: Молодая гвардия, 1973. — 368 с. — (ЖЗЛ). — 65 000 экз.
- Резник С. Е. Раскрывшаяся тайна бытия. Эволюция и эволюционисты. — М.: Знание, 1976. — 160 с. — 100 000 экз.
- Резник С. Е. Четвёртое измерение мира. — М.: Знание, 1977.
- Резник С. Е. Владимир Ковалевский. Трагедия нигилиста. — М.: Молодая гвардия, 1978. — 336 с. — (ЖЗЛ). — 75 000 экз.
- Резник С. Е. Завещание Гавриила Зайцева. — М.: Детская литература, 1981. — 128 с. — 75 000 экз.
- Резник С. Е. Лицом к человеку. Подступы к биографии В. В. Парина. — М.: Знание, 1981. — 128 с. — 100 000 экз.
- Резник С. Е. Дорога на эшафот. — Париж; Нью-Йорк: Третья волна, 1982. — 128 с.
- Резник С. Е. Хаим-да-Марья. Историко-документальная фантасмагория. — Вашингтон: Вызов, 1986.
- Szemjon Reznyik. A velizsi vérvád. Budapest: Interart, 1990. — 260 s.
- Резник С. Е. Кровавая карусель. Хаим-да-Марья. Две исторические повести. — Вашингтон: Вызов, 1988. || Хаим-да-Марья. Кровавая карусель. — СПб.: Алетейя, 2006.
- Резник С. Е. Кровавая карусель. — М.: ПИК, 1991. — 232 с. — 20 000 экз.
- Резник С. Е. Красное и Коричневое. Книга о советском нацизме. — Вашингтон: Вызов, 1991.
- Reznik S. The Nazification of Russia. Antisemitism in the Post-Soviet Era. — Washington: Challenge Publications, 1996.
- Szemjon Reznyik. Oroszország fasizálódása: Antiszemitizmus a posztszovjet korszakban. Budapest: Hajja és Fiai Kiadó, 1998. — 280 s.
- Резник С. Е. Растление ненавистью. Кровавый навет в России. Историко-документальные очерки о прошлом и настоящем. — Москва; Иерусалим: ДААТ/Знание, 2001.
- Резник С. Е. Вместе или врозь? Заметки на полях книги А. И. Солженицына «Двести лет вместе». — М.: Захаров, 2003. — 432 с. — 5000 экз.
- Резник С. Е. Выбранные места из переписки с друзьями : Ч. 1 // Мосты. — 2004. — № 3. — С. 146—230.
- Резник С. Е. Вместе или врозь? Судьба евреев в России. Заметки на полях дилогии А. И. Солженицына. — М.: Захаров, 2005. — 704 с.
- Резник С. Е. Мифология ненависти. Об антисемитизме — для всех. — М.: ПИК, 2006. || . — М.: Academia, 2008.
- Резник С. Е. Непредсказуемое прошлое. Выбранные места из переписки с друзьями. — СПб.: Алетейя, 2010. — 400 с. — 1000 экз.
- Резник С. Е. Запятнанный Даль. Мог ли создатель «Толкового словаря живого великорусского языка» быть автором «Записки о ритуальных убийствах»? / Предисл. д-ра истор. наук С. Л. Фирсова; послесл. д-ра филол. наук П. Е. Бухаркина. — СПб.: Филологический факультет СПбГУ, 2010. — 128 с.
- Резник С. Е. Сквозь чад и фимиам: Историко-документальная проза разных лет (События, портреты, полемика). — М.: Академия, 2010.
- Резник С. Е. Убийство Ющинского и дело Бейлиса. — СПб.: Алетейя, 2013.
- Резник С. Е. Против течения: Академик Ухтомский и его биограф. — СПб.: Алетейя, 2015. — 363 с.
- Резник С. Е. Амазонка (роман). — Киев: Мультимедийное издательство Стрельбицкого, 2016. — 371 с.
- Резник С. Е. Эта короткая жизнь: Николай Вавилов и его время. — М.: Захаров, 2017. — 1056 с.
- Резник С. Е. Цареубийство. Николай II: жизнь, смерть, посмертная судьба. — СПб.: Алетейя, 2020. — 335 с. — 1000 экз.
- Резник С. Е. Илья Мечников. — М.: Вест-Консалтинг, 2021. — 452 с. — (Судьбы выдающихся людей). — 300 экз.
- Есин С. Н., Резник С. Е. Логово смысла и вымысла. Переписка через океан. — СПб.: Алетейя, 2021. — 356 с. — 1000 экз.
- Резник С. Е. Академик Николай Вавилов: наветы и ответы. 1887—1943. — М.: Вест-Консалтинг, 2021. — 200 с. — (Судьбы выдающихся людей). — 300 экз.

Статьи
- Резник С. Е. Зачем же снова пятнать В. И. Даля? // Новое литературное обозрение. — 2011. — № 107. (расширенный вариант статьи в «Заметки по еврейской истории» (июнь 2011 г. № 6 (141))